# Ctenophorus parviceps
Espèce
Synonymes
- Tympanocryptis parviceps Storr, 1964

Ctenophorus parviceps est une espèce de sauriens de la famille des Agamidae.

## Répartition
Cette espèce est endémique d'Australie-Occidentale.

## Taxinomie
La sous-espèce Tympanocryptis parviceps butleri a été élevée au rang d'espèce.

## Publications originales
- Storr, 1964 : The agamid lizards of the genus Tympanocryptis in Western Australia. Journal of the Royal Society of Western Australia, vol. 47, p. 43-50.